# 埃德蒙森峰
埃德蒙森峰（英語：Edmonson Point），是（英語：Edmonson Peak）南極洲的山峰，位於維多利亞地的博克格雷溫克海岸，處於伍德灣西岸，美國地質調查局根據測量和美國海軍拍攝的空中照片繪入地圖，現在由南極條約體系管理。